# Seven Phoenix
Die Seven Phoenix ist ein Arbeitsschiff, das als Rohrleger eingesetzt werden kann. Das Schiff befindet sich im Eigentum des Offshore-Dienstleisters Subsea 7. Es fährt unter der Flagge der Isle of Man und der Heimathafen ist Douglas.

## Geschichte
Das am 28. November 2000 bestellte Schiff wurde am 21. März 2001 auf Kiel gelegt. Die Fertigstellung des Schiffes erfolgte am 6. März 2003. Das Schiff wurde als letztes Schiff bei der traditionsreichen Werft Cantiere Navale Fratelli Orlando in Livorno gebaut und von der Firma Elettra unter dem Namen Pertinacia mit Heimathafen Neapel in Dienst gestellt. 2007 kam das Schiff an die Acergy und mit dieser 2011 durch Fusion an Subsea 7. Die Pertinacia wurde im Mai 2012 in Seven Phoenix umbenannt und 2012/2013 in Vitória auf ein Tiltable Flex-lay-Verlegesystem von Huisman umgebaut.
Seit dem 2. Oktober 2018 ist das Schiff am Kai der Stocznia Gdańsk in Danzig aufgelegt.

## Technik und Ausstattung
Das Schiff ist mit einem dieselelektrischen Antrieb ausgerüstet. Für die Stromerzeugung für die beiden Antriebsmotoren mit jeweils 3300 kW Leistung, die zwei Propellergondeln antreiben, und für den Bordbetrieb stehen vier Wärtsilä-Dieselgeneratoren des Typs Vasa 8R32LN mit je 3240 kW Leistung zur Verfügung. Für den Hafenbetrieb steht ein Wärtsilä-Dieselgenerator des Typs 6L20 mit 1360 kW Leistung zur Verfügung. Weiterhin wurde ein Volvo-Penta-Notstromgenerator des Typs TAMD 122A mit 220 kW verbaut. 
Das Schiff ist mit zwei Querstrahlrudern mit jeweils 1600 kW Leistung und einer ausfahrbaren Propellergondel im Bugbereich ausgerüstet, die von einem Elektromotor mit 2200 kW Leistung angetrieben wird. Das Schiff verfügt über ein System zur dynamischen Positionierung (DP) der Klasse II vom Typ Kongsberg Simrad SDP22.
An Bord ist Platz für 77 Personen, für die 58 Kabinen zur Verfügung stehen. Am Bug befindet sich ein Helipad für Hubschrauber bis 9,2 Tonnen.
Die Betriebsstoff- und sonstigen Vorräte betragen maximal:
- 3177 m³ Treibstoffe
- 75 m³ Hydrauliköl
- 707 m³ Trinkwasser
- 5800 m³ Ballastwasser.[1]

### Rohrlegeausrüstung

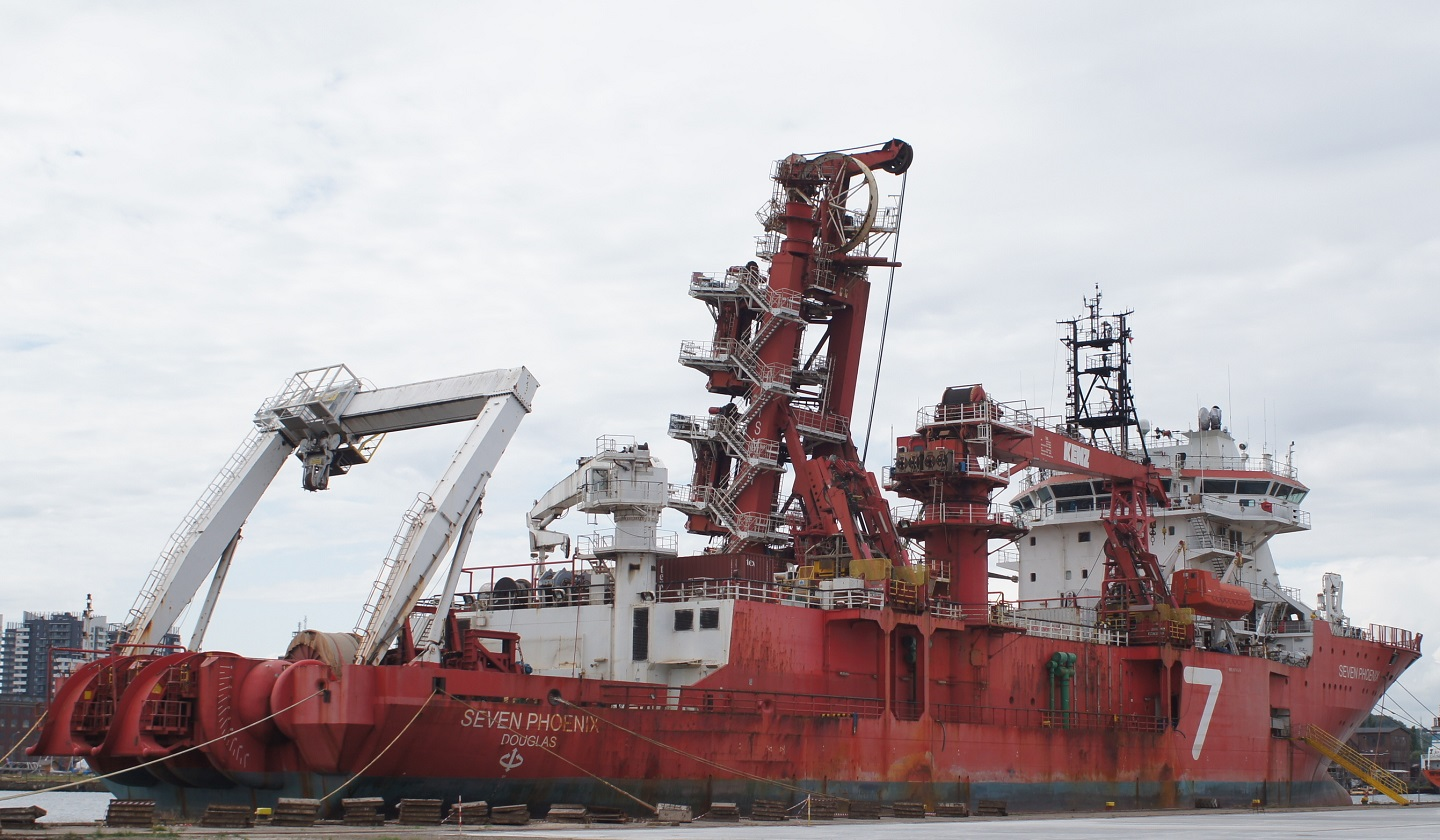
Heckansicht: 60-t-Heckgalgen, 15-t-Kran, 340-t-Verlegesystem, 34,5-t-Kran, Brücke (von links nach rechts)

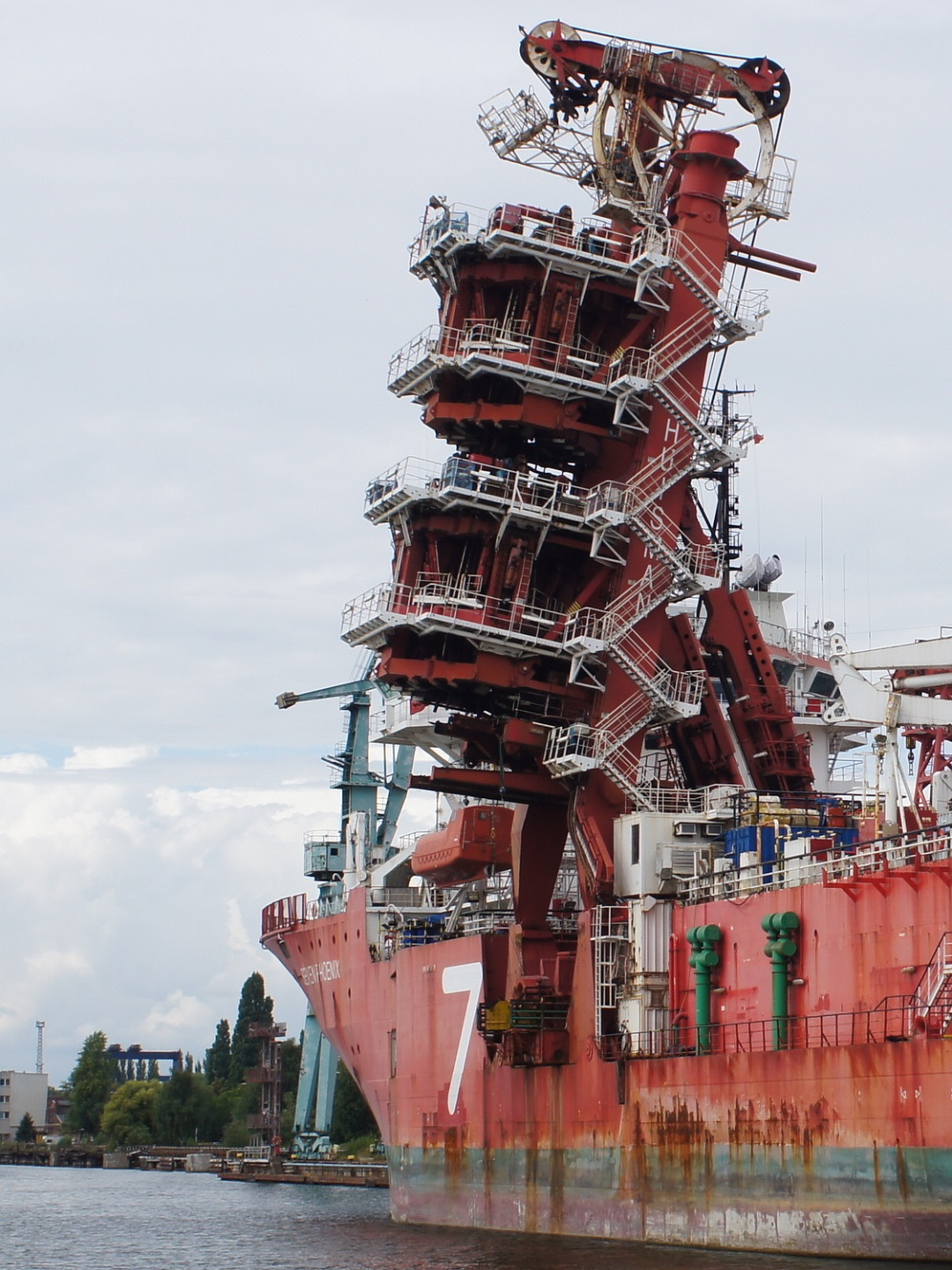
Tiltable-Flex-lay-Turm mit 340 Tonnen Haltekraft

Die Seven Phoenix ist ausgelegt, flexible Rohrleitungen zu verlegen. Das Verlegesystem von Huisman hat eine Haltekraft von 340 t. Unter dem 1200 Quadratmeter großen Arbeitsdeck können auf zwei Spindeln vorne 1400 t und hinten 1000 t Rohrleitungen gelagert werden.

### Krananlage
Die Krananlagen umfassen einen Heckgalgen mit 60 Tonnen Hubvermögen, den Hauptkran mit 34,5 Tonnen an Steuerbord mittschiffs und einen 15-t-Kran an Steuerbord hinten.

## Spezialausrüstung
Zwei ferngesteuerte Unterwasserfahrzeuge (ROV) vom Typ Triton ST können bis zu einer Wassertiefe von 3000 Metern eingesetzt werden.